# Анчуело
Анчуело (ісп. Anchuelo) — муніципалітет в Іспанії, у складі автономної спільноти Мадрид. Населення — 1083 особи (2010).
Муніципалітет розташований на відстані близько 37 км на схід від Мадрида.
На території муніципалітету розташовані такі населені пункти: (дані про населення за 2010 рік)
- Анчуело: 1081 особа
- Серро-де-Міральбуено: 2 особи

## Демографія
Динаміка населення (INE ):

## Галерея зображень

Розташування муніципалітету у автономній спільноті Мадрид